# Бет Берс
Елізабет Енн Берс (англ. Elizabeth Ann 'Beth' Behrs; нар. 26 грудня 1985; Ланкастер, Пенсільванія, США) — американська акторка, найбільш відома за своєю роллю в ситкомі «Дві дівчини без копійчини» (грала Керолайн Ченнінг), котру отримала 2011 року після семи прослуховувань.

## Життєпис
Народилася 26 грудня 1985 року в Ланкастері, Пенсильванія, США.
З чотирьох років була в театрі Вірджинії, куди сім'я переїхала 1989. Пізніше сім'я переїхала до Каліфорнії.
У 2004 році дівчина переїхала до Лос-Анжелесу, у 2005 зіграла в мюзиклі «Бріолін», а потім почала кар'єру на екрані. У 2012 році актриса номінувалась на Teen Choice Awards в категорії «Прорив року».
Грала в молодіжній комедії «Американський пиріг: Книга кохання», яка була випущена 22 грудня 2009 року. Вона з'являлась в епізодах серіалів «Морська поліція: Лос-Анджелес» і «Касл».
У липні 2018 року одружилася з актором Майклом Гледісом після восьми років стосунків. Пара має дочку Емму Джордж Гледіс.

## Вибрана фільмографія
- 2009 — Американський пиріг: Книга кохання / Гейді
- 2010 — Морська поліція: Лос-Анджелес (1 епізод)
- 2011 — Касл (1 епізод)
- 2013 — Університет монстрів (голос)
- 2015 — Привіт, мене звати Доріс / Бруклін
- 2011—2017 — Дві дівчини без копійчини / Керолайн Ченнінг
- 2018 — Теорія великого вибуху (1 епізод)
- 2018 — Сусідство / Джемма